# Enceinte fortifiée d'Ammerschwihr
L'enceinte fortifiée d'Ammerschwihr est une enceinte médiévale entourant le bourg d'Ammerschwihr, dans le département français du Haut-Rhin (région Grand Est).

## Localisation
Ce bâtiment est situé au 1, place du Vieux-Marché à Ammerschwihr.

## Historique
Ammerschwihr est autorisée à être fortifiée, en 1367, par le duc Venceslas de Luxembourg, frère de l'empereur Charles IV. L'enceinte primitive et les fossés sont mentionnés en 1388. Elle possédait 4 portes : à l'ouest la porte-Haute (encore en place), les portes murées de Kaysersberg et de Colmar au nord et au sud, et la porte-Basse à l'est. De cette enceinte subsiste la tour d'angle sud-est (arasée) et la tour des Bourgeois. 
Les fortifications sont renforcées au XVIe siècle par doublement partiel de l'enceinte vers le sud, l'est et l'ouest, avec ouverture d'une seconde porte-Basse défendue par la tour des Fripons (ou Voleurs). La tour des Bourgeois est remaniée par le percement de canonnières. 
En 1803, les portes murées du nord et du sud sont rouvertes et, en 1806, l'enceinte est partiellement démantelée. Le comblement des fossés date de 1866-1867. Outre les vestiges de la première enceinte, l'angle sud-est de la seconde enceinte, avec sa tour, subsiste également en partie.
L'édifice fait l'objet d'une inscription au titre des monuments historiques depuis 1993.

## Architecture
La porte-Haute, en grès, est de plan carré avec chaînes à bosses. Sur son côté extérieur, une porte en arc brisé, des archères et canonnières ; côté intérieur, une porte en plein cintre et des fenêtres rectangulaires ; le dernier niveau côté ville et côtés latéraux est en pan de bois. La tour des Bourgeois est de plan demi-circulaire, avec chaînes à bosses ; portes et fenêtre Renaissance ; le rez-de-chaussée, voûté et l'étage sont aménagés en lieu touristique. La tour des Fripons est de plan circulaire  avec portes Renaissance et escalier extérieur. La tour sud-est, crénelée, est en moellons.

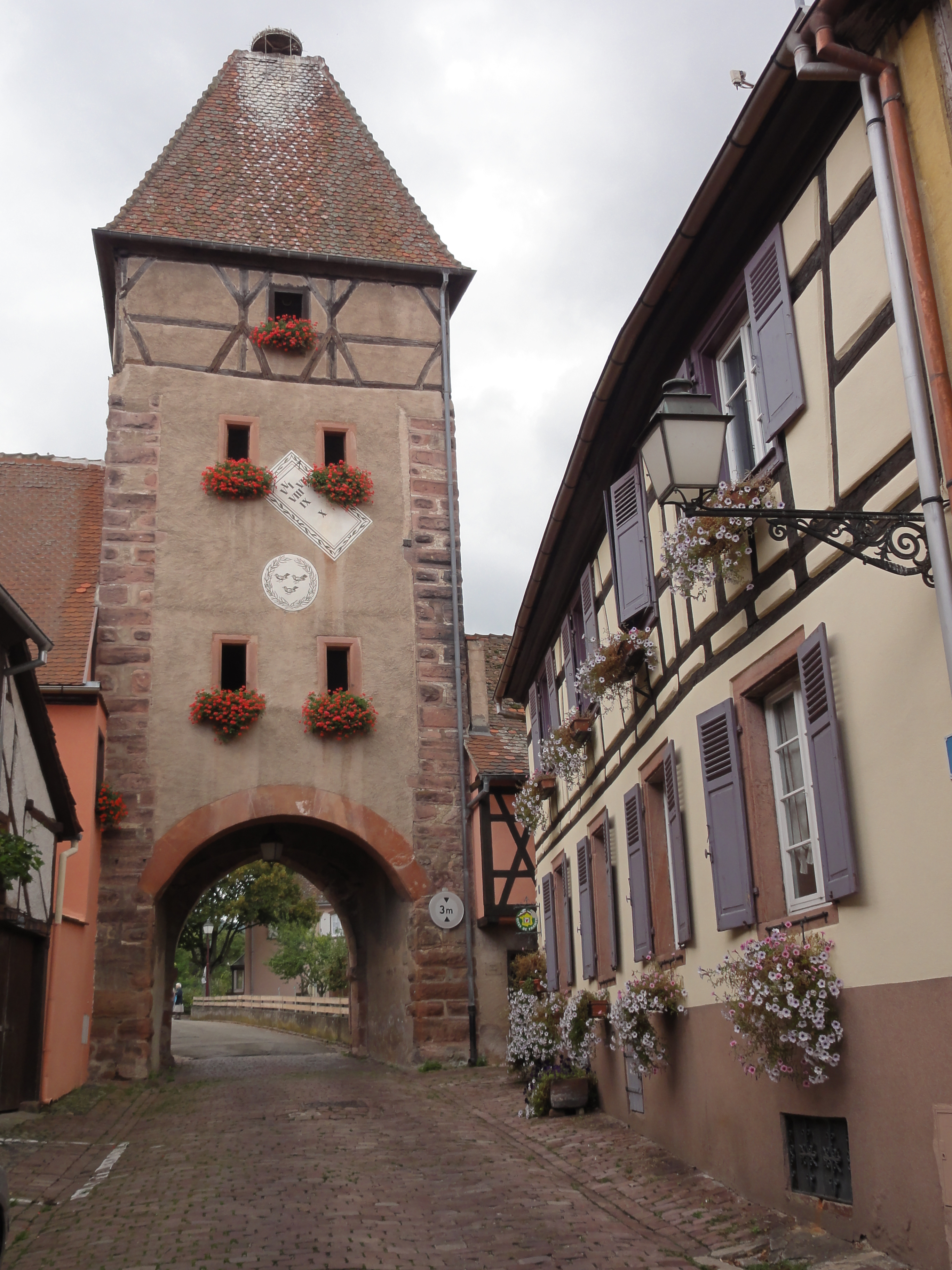
Obertor ou Porte Haute.
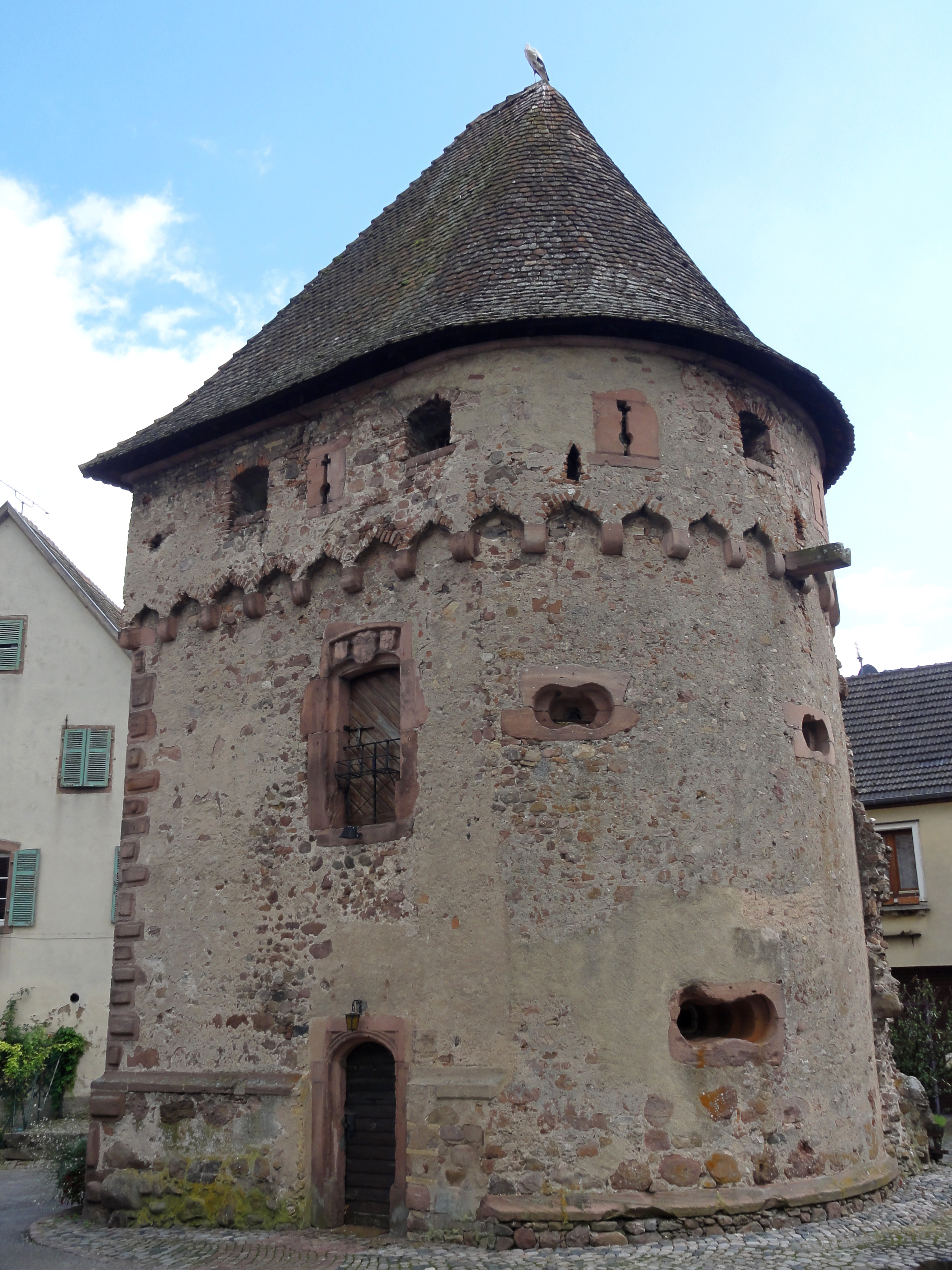
Tour des Bourgeois.
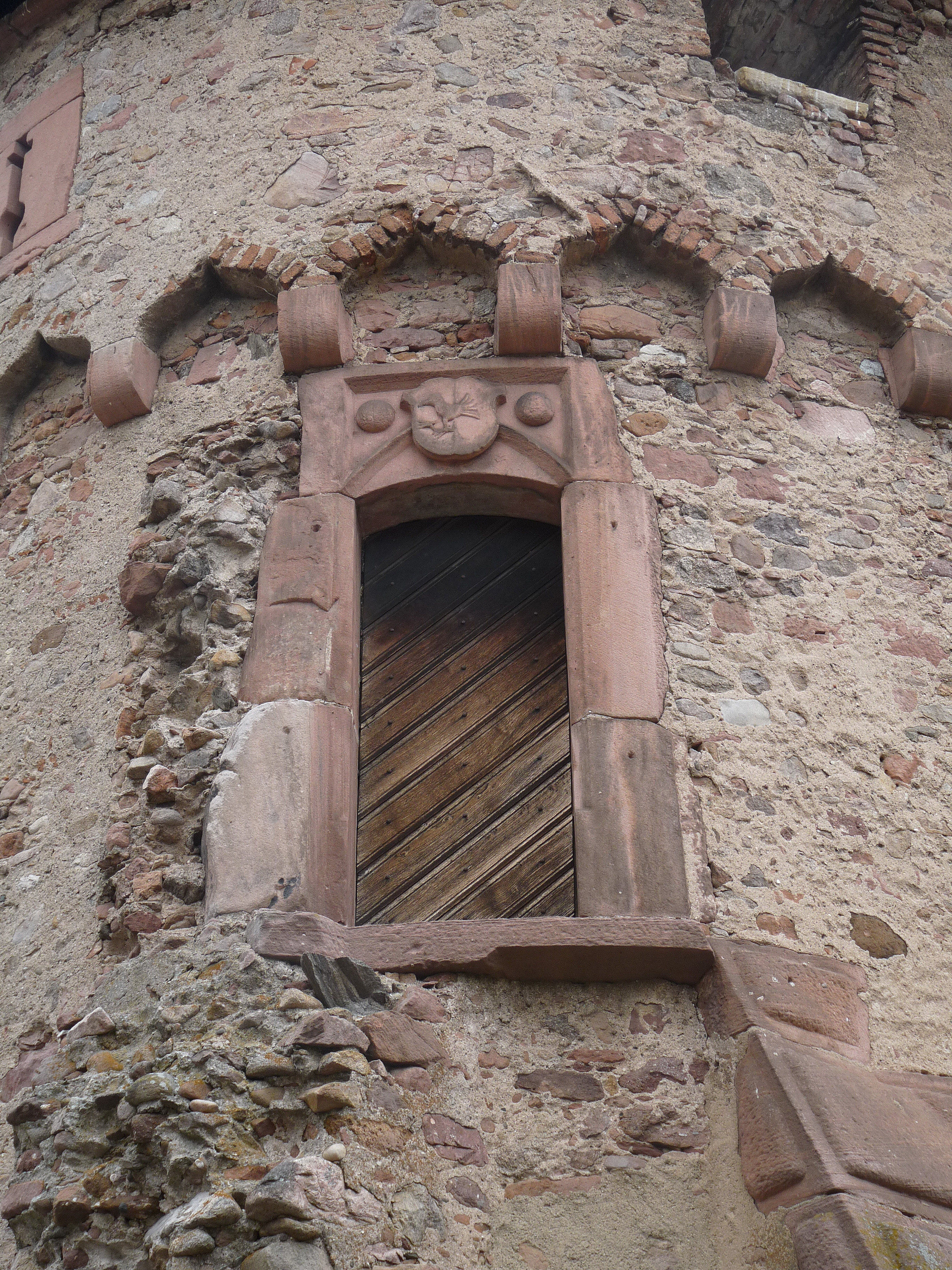
Porte de la Tour des Bourgeois.
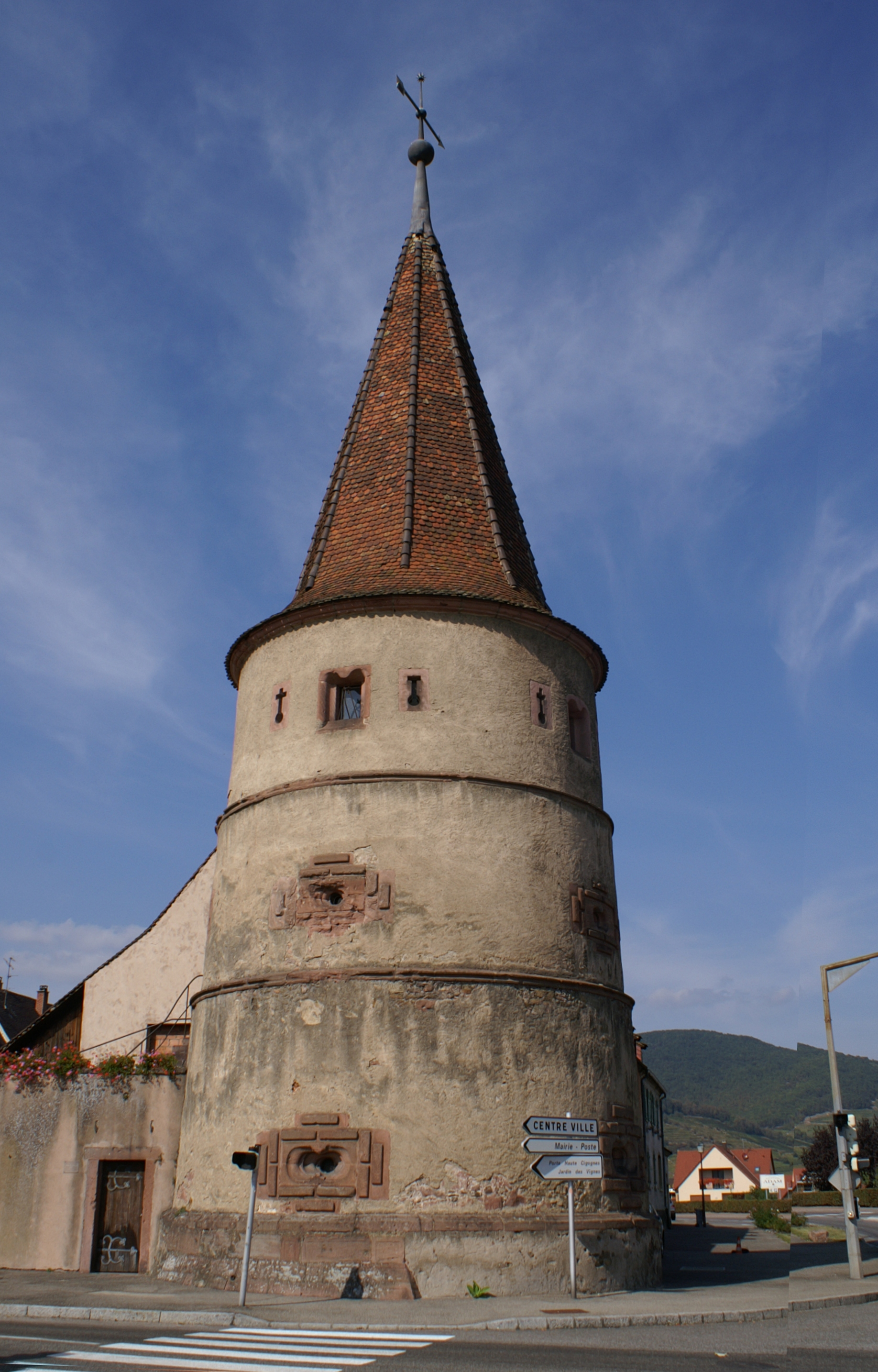
Tour des Voleurs/ des Fripons (Schelmenturm)